# La Membrolle-sur-Longuenée

La Membrolle-sur-Longuenée este o comună în departamentul Maine-et-Loire, Franța. În 2009 avea o populație de 1,799 de locuitori.